# Супратилац малог прста
Супратилац малог прста стопала је мали и кратак плантарни мишић стопала који се налази у нјеговом бочном делу. Протеже се дуж бочне стране пете метатарзалне кости. Овај мишић се често сматра делом  краког прегибача  уместо посебног мишића.  

## Анатомија
Супратилац малог прста је кратак, унутрашњи мишић стопала. То је део латералне плантарне мишићне групе, заједно са одводиоцем малог прста и кратким прегибачем малог прста. Сва три мишића налазе се дубоко унутар табана, на његовој бочној страни. Од површног до дубоког дела, супратилац малог прста заузима трећи слој плантарних мишића, заједно са кратким прегибачем палца, кратким приводиоцем палца и кратким прегибачем малог прста.
Супратилац малог прста се сматра продужетком кратког прегибача малог прста, који прелази преко пете метатарзалне кости, везујући се за њу и за неке околне структуре меког ткива. Под дејством спољашњег плантарног нерва, супратилац малог прста је укључен у одмицаање и савијање петог ножног прста.

### Порекло
Супратилац малог прста стопала потиче од основе пете метатарзалне кости и дугог плантарног лигамента.

### Инервација
Супратилац малог прста инервисан је латералним плантарним нервом (С2 - С3) - једном од завршних грана тибијалног нерва.

### Снабдевање крвљу
Супратилац малог прста прима артеријску крв из грана латералне плантарне артерије која настаје из задње тибијалне артерије.

## Функција
Супратилац малог прста обезбеђује опозицију малог прста на петом метатарзофалангеалном зглобу.